# Patrick Péra
Patrick Henri Péra (ur. 17 stycznia 1949 w Lyonie) – francuski łyżwiarz figurowy, startujący w konkurencji solistów. Dwukrotny brązowy medalista olimpijski z Grenoble (1968) i Sapporo (1972), medalista mistrzostw świata i Europy, 7-krotny mistrz Francji.
Péra był chorążym reprezentacji Francji na Zimowych Igrzyskach Olimpijskich 1972 w Sapporo. 
W latach 70. XX wieku Péra był związany przez dwa lata z projektantką mody Verą Wang, która w młodości była początkującą łyżwiarką figurową. W 1978 roku Péra ożenił się z Amerykanką i osiedlił się w Stanach Zjednoczonych.

## Osiągnięcia
| Zawody               | 1964           | 1965           | 1966           | 1967           | 1968           | 1969           | 1970           | 1971           | 1972           |                |                |                |                |                |                |                |                |
| Międzynarodowe       | Międzynarodowe | Międzynarodowe | Międzynarodowe | Międzynarodowe | Międzynarodowe | Międzynarodowe | Międzynarodowe | Międzynarodowe | Międzynarodowe | Międzynarodowe | Międzynarodowe | Międzynarodowe | Międzynarodowe | Międzynarodowe | Międzynarodowe | Międzynarodowe | Międzynarodowe |
| -------------------- | -------------- | -------------- | -------------- | -------------- | -------------- | -------------- | -------------- | -------------- | -------------- | -------------- | -------------- | -------------- | -------------- | -------------- | -------------- | -------------- | -------------- |
| Igrzyska olimpijskie |                |                |                |                | 3              |                |                |                | 3              |                |                |                |                |                |                |                |                |
| Mistrzostwa świata   | 14             | 15             | 6              | 7              | 3              | 3              | 4              | 2              |                |                |                |                |                |                |                |                |                |
| Mistrzostwa Europy   |                |                | 4              | 4              | 4              | 2              | 2              |                | 3              |                |                |                |                |                |                |                |                |
| Krajowe              |                |                |                |                |                |                |                |                |                |                |                |                |                |                |                |                |                |
| Mistrzostwa Francji  |                | 3              | 1              | 1              | 1              | 1              | 1              | 1              | 1              |                |                |                |                |                |                |                |                |